# Régiment de Noé cavalerie
Pour les articles homonymes, voir régiment de Foucault, régiment d'Egmont et régiment de Clermont.
Le régiment de Noé cavalerie est un régiment de cavalerie du royaume de France créé en 1665.

## Création et différentes dénominations
- 7 décembre 1665 : création du régiment de Foucault cavalerie
- 9 août 1671 : renommé[note 1] régiment de Quinson cavalerie
- 10 mars 1690 : renommé régiment de Châlons cavalerie
- 24 février 1693 : renommé régiment de Gouffier cavalerie
- 1699 : renommé régiment d’Egmont cavalerie
- février 1704 : renommé régiment de Desmarets cavalerie
- décembre 1709 : renommé régiment de Gesvres cavalerie
- février 1740 : renommé régiment de Clermont-Tonnerre cavalerie
- 1758 : renommé régiment de Noé cavalerie
- 1761 : réformé par incorporation au régiment de Bourbon cavalerie

## Équipement

### Étendards
6 étendards de « soye citron, Soleil au milieu brodé en or d’un côté, & de l’autre un Lion regardant le Soleil, & ces mots ardet & audes, & frangez d’or ».
La devise Ardet et Audes signifie « ardent et audacieux ».

Étendard du régiment de Clermont-Tonnerre cavalerie
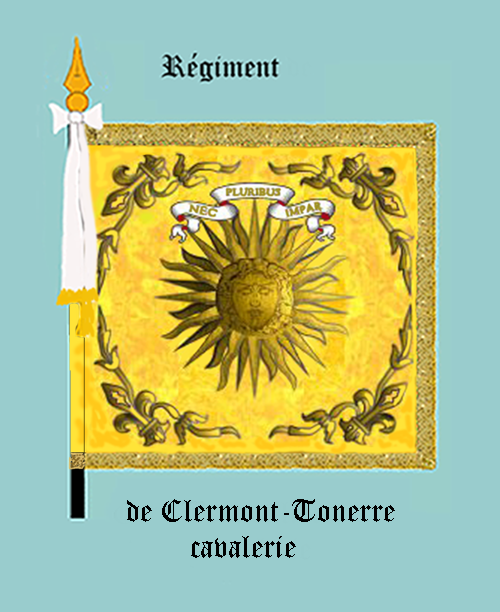
avers
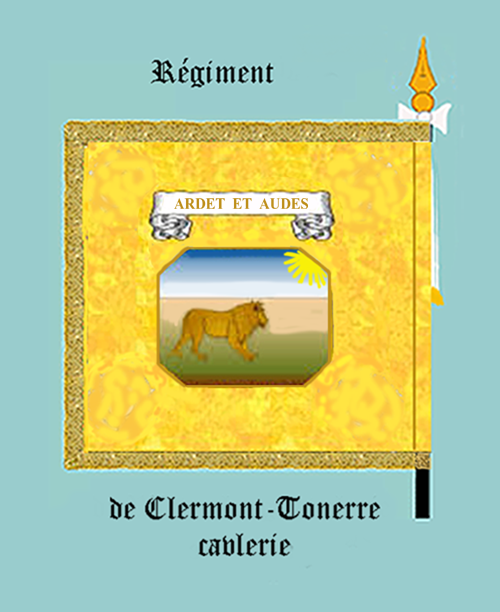
revers

### Habillement
L’uniforme est habit et manteau gris-blanc, paremens et doublure rouge, boutons d’étain d’Allemagne sur bois des deux côtés jusqu’à la poche, la patte rouge pour la bandoulière jaune, busie bordé de blanc, à boutons de cuivre, bandoulière jaune, culotte de peau, et chapeau bordé d’argent fin ; l’équipage du cheval est rouge brodé.

Uniformes
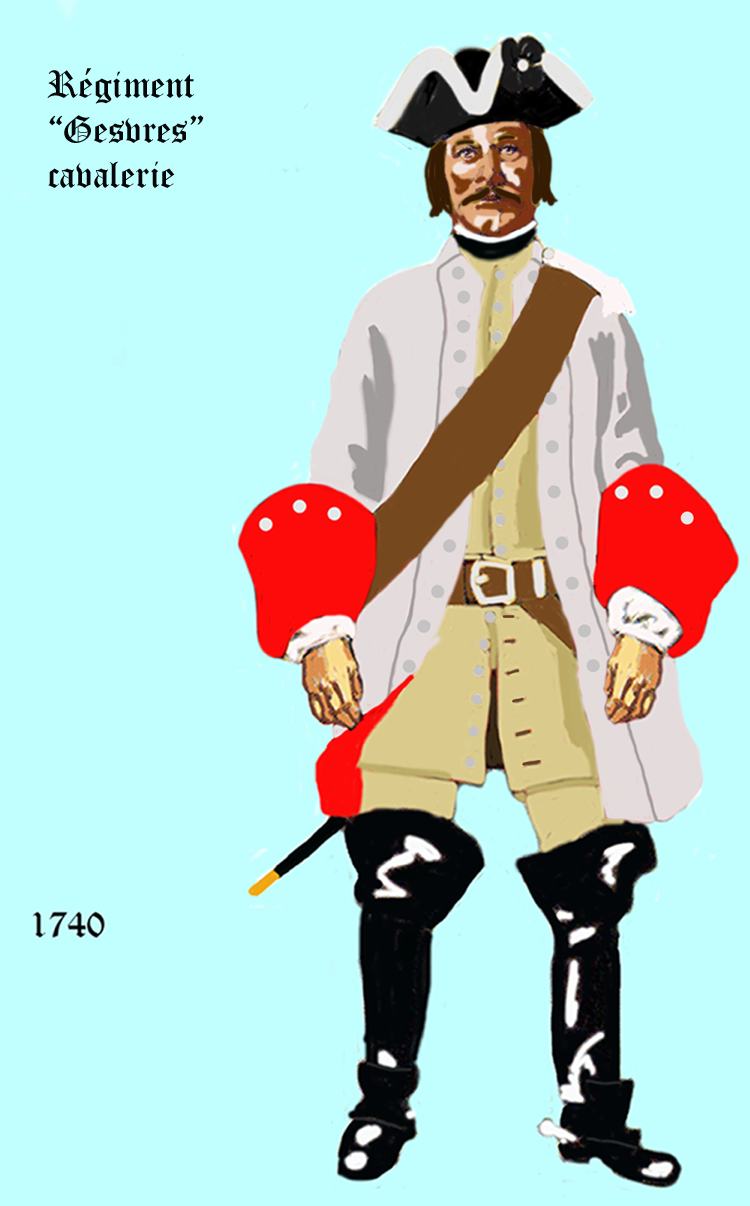
de 1740 à 1757
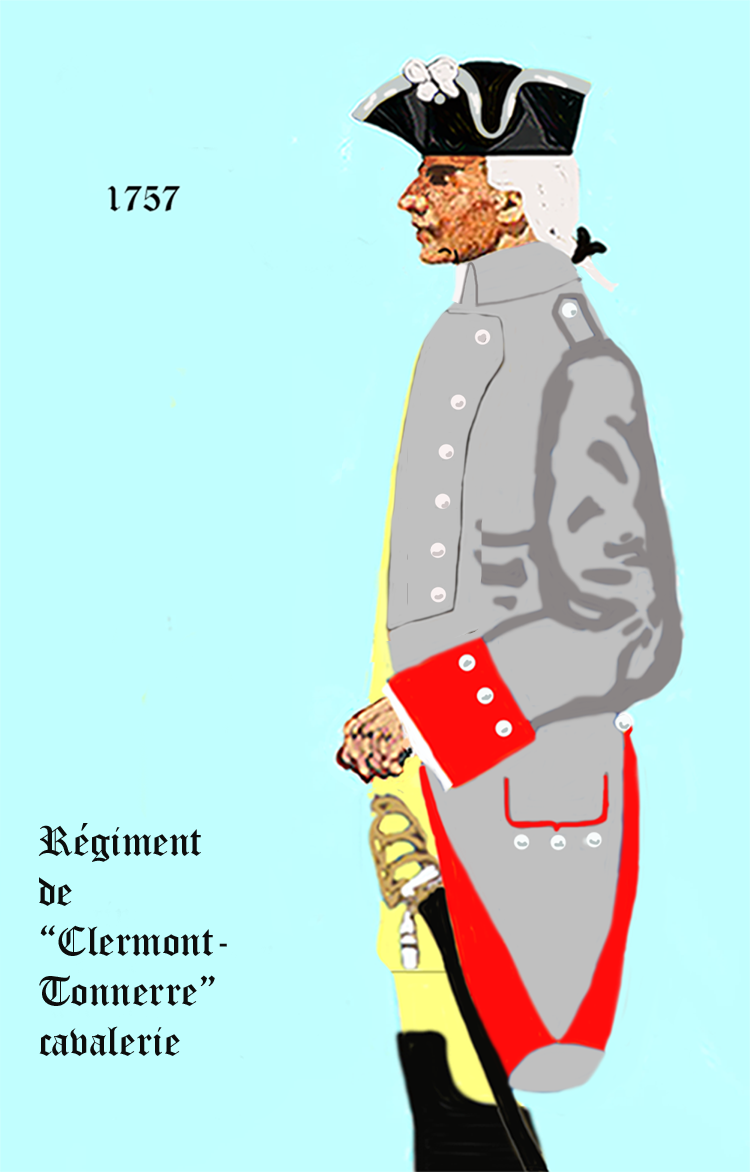
régiment de Clermont-Tonnerre et de Noé cavalerie de 1757 à 1761

## Historique

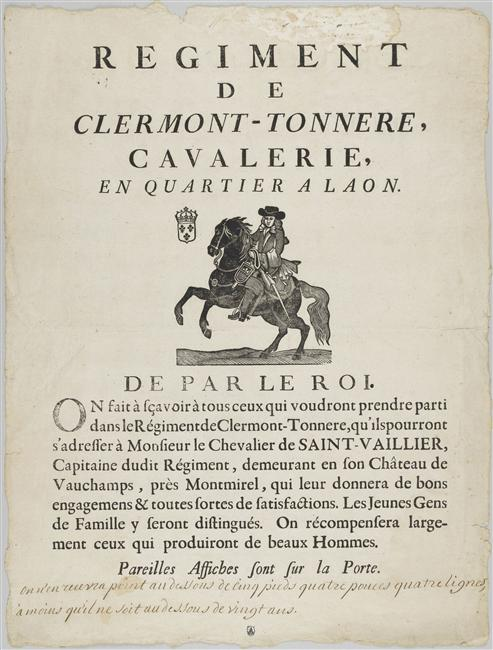

### Colonels et mestres de camps
Les mestres de camp furent successivement :
- Foucault
- 9 août 1671 : Jean Raymond de Villardis, comte de Quinson, brigadier de cavalerie le 26 février 1686, maréchal de camp le 10 mars 1690, lieutenant général des armées du roi le 30 mars 1693, † le 7 mars 1713
- 10 mars 1690 : Châlons
- 24 février 1693 : Charles Antoine de Gouffier d’Heilly, marquis de Gouffier, brigadier de cavalerie le 29 janvier 1702, maréchal de camp le 26 octobre 1704, † 23 mai 1706
- 1699 : d’Egmont
- 1704 : Desmarets
- 1709 : François Joachim Potier, marquis de Gesvres, † 1757
- 16 septembre 1726 : Léon Louis Potier de Gesvres, comte puis duc de Tresmes, frère du précédent, brigadier le 1er août 1734, maréchal de camp le 1er janvier 1740, lieutenant général des armées du roi le 1er mai 1745, † 1774
- 1740 : Charles Henry Jules de Clermont-Tonnerre, comte de Clermont-Tonnerre et d'Epinac, brigadier des armées du roi, mestre de camp, colonel du régiment
- 1758 : Jacques Roger, marquis de Noé, brigadier en 1761
- 25 juillet 1761 : Louis, vicomte de Noé, brigadier de cavalerie le 25 juillet 1762, maréchal de camp le 3 juillet 1770

### Autres officiers

#### Lieutenant-colonels
- Louis de Saguier, marquis de Luigné[3]
- Felix Jean Louis de La Garde de Saignes[4]

#### Capitaines
- Jacques Balthazar de Durat (1701-1763)[5]
- Philippe Claude de Montboissier-Beaufort-Canillac IIe du nom, nommé, le 28 décembre 1728, capitaine au régiment de Clermont cavalerie[6],[7],[8]
- François Amable de La Garde de Saignes (fils de Felix-Jean-Louis)[9]
- Jacques Louis, marquis de Saint-Blimond[10]

#### Lieutenants
- Le sieur de Mametz-Matringhem Davroux[11]

#### Cornettes
- Henri, marquis de Brassac (1686-?)[12]

### Campagnes et batailles
Ce régiment était composé de trois escadrons et fut créé en 1666.
Notons qu'en en 1649, Roger de Clermont monte un régiment de cavalerie de son nom qu'il commande de 1649 à 1650. Le régiment dont il est question ici serait une recréation ?  
Si à l'origine il était composé de 3 escadrons, il en a compté jusqu'à 4.
En 1741, lors de la campagne de Bohême, le régiment fait partie des troupes envoyées au-delà du Rhin. Le 6 novembre 1741, il arrive à Pilsen et le 13 du même mois il est à Beraun. Le régiment, avec ceux de Mestre-de-Camp, Grammont, d'Andlau, Chabrillant, Brissac, Fouquet et Asfeld, était alors sous les ordres du marquis de Clermont-Tonnerre, commandant de la cavalerie. Le maréchal de Broglie envoya Felix Jean Louis de La Garde de Saignes, lieutenant-colonel du régiment près de Piseck, mais il se fit attaquer et les pertes furent importantes. 
- 11 mai 1745 : bataille de Fontenoy

En 1746, M. d'Argenson écrit au marquis d'Avaray et dans ses instructions il lui précise que les régiments de Clermont-Tonnerre, Royal-Étranger, Chabrillant et Maugiron doivent se rendre à Calais pour rejoindre le duc de Richelieu en vue d'un débarquement en Angleterre. En avril 1747, la compagnie du chevalier de Villefranche, du régiment de Clermont-Tonnerre est stationné à Gand. Du 6 août au 11 novembre 1748 il est en garnison au château de Boussu. En 1750 il semble être stationné à Bleurville dans les Vosges.
En 1761 il est incorporé, sous le nom de Noé, au régiment de Bourbon cavalerie qui deviendra le régiment de Bourbon dragons. 
Il fut présent à la bataille de Fontenoy : 
- 1740-1748 : guerre de Succession d'Autriche
  - 11 mai 1745 : bataille de Fontenoy (ordre de bataille)

### Quartiers
- Béthune[1]